# Liste der Monuments historiques in Plufur
Die Liste der Monuments historiques in Plufur führt die Monuments historiques in der französischen Gemeinde Plufur auf.

## Liste der Bauwerke
| Bezeichnung        | Beschreibung              | Standort | Kennzeichnung | Schutzstatus | Datum | Bild           |
| ------------------ | ------------------------- | -------- | ------------- | ------------ | ----- | -------------- |
| Kirche St-Florent  | Erbaut im 18. Jahrhundert | (Lage)   | PA00089528    | Inscrit      | 1985  | weitere Bilder |
| Kapelle St-Nicolas | Erbaut im 15. Jahrhundert | (Lage)   | PA00089527    | Classé       | 1911  | weitere Bilder |

## Liste der Objekte

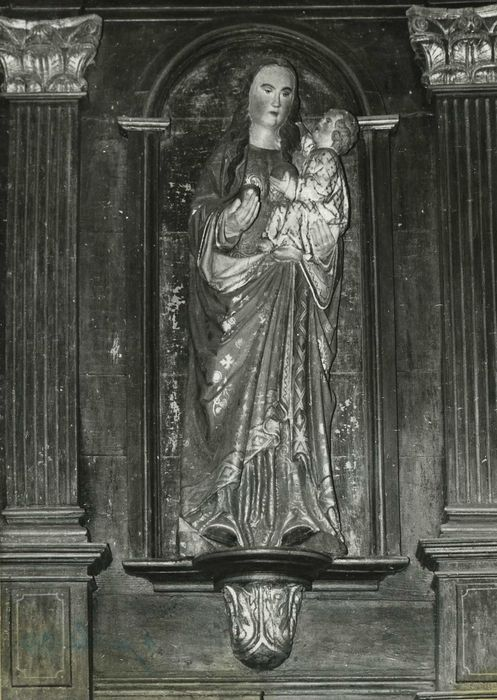
Skulptur Madonna und Kind (16. Jahrhundert) in der Kirche St-Florent

- Monuments historiques (Objekte) in Plufur in der Base Palissy des französischen Kultusministeriums